# بخش اوربانا (شهرستان شامپاین، اوهایو)
بخش اوربانا (به انگلیسی: Urbana Township) یک منطقهٔ مسکونی در ایالات متحده آمریکا است که در شهرستان شمپین، اوهایو واقع شده‌است.
 بخش اوربانا ۱۱۲٫۲ کیلومتر مربع مساحت و ۱۴٬۷۹۵ نفر جمعیت دارد و ۳۲۲ متر بالاتر از سطح دریا واقع شده‌است.